# Takuya Sugawara
Takuya Sugawara (菅原拓也 Sugawara Takuya?) (13 de noviembre de 1983) es un luchador profesional japonés, conocido por su trabajo en Dragon Gate y Pro Wrestling ZERO1.

## Carrera

### Toryumon (2001-2004)
Sugawara debutó en Toryumon Mexico en diciembre de 2001, haciendo equipo con Berlinetta Boxer para derrotar a Syachihoko Machine 3 & Syachihoko Machine 4. Al poco tiempo, Takuya fue trasladado a Toryumon 2000 Project, una extensión de la empresa en la que predominaba el uso de la lucha técnica y de llaveo. Allí Sugawara se alió con Junya Fukumasa y varios otros luchadores para oponerse a Italian Connection, un grupo dirigido por Milano Collection A.T. que dominaba la promoción. Tras alguna semanas, Takuya cambió su nombre a Henry III Sugawara y se unió a Fukumasa y Anthony W. Mori para formar Royal Brothers, un trío cuyo gimmick era el de un trío de reyes europeos. Royal Brothers compitió activamente contra Italian Connection durante 2002 y 2003, intercambiando victorias y derrotas con ellos, a pesar de la inferioridad numérica. 
Tras la disolución de Italian Connection, Royal Brothers volvió a quedar enfrentado con una facción surgida después de su cierre, Aagan Iisou (Masaaki Mochizuki, Condotti Shuji, YASSHI, Toru Owashi & Shogo Takagi). Fukumasa debió retirarse tras una lesión al cabo del tiempo, con lo que Royal Brothers quedó reducido a dos. Mochizuki, líder de Aagan Iisou, ofreció a Sugawara un puesto en su equipo, a lo que Takuya inicialmente se negó; sin embargo, la relación entre Mori y Sugawara comenzó a empeorar cuando un individuo enmascarado realizó varios ataques sobre CIMA utilizando el movimiento final de Sugawara, lo que hizo a Mori criticar a Takuya. Finalmente, CIMA atrapó a su agresor y le reconoció como YASSHI -quien actuaba bajo mandato de Mochizuki-, con lo que Mori declaró que ya confiaba íntegramente en Sugawara. Sin embargo, durante el torneo El Número Uno 2004, Sugawara traicionó a Mori, declarando que estaba cansado de las desconfianzas iniciales de Anthony; tras ello, Takuya pasó a heel y se unió a Aagan Iisou bajo su nombre real. Poco después, irónicamente, Mochizuki sería expulsado del grupo por decisión del resto de miembros.

### Dragon Gate (2004)
Después de la ida de Último Dragón de la empresa, Toryumon Japan fue renombrado Dragon Gate, contratando a gran parte de los antiguos luchadores de Japan. Sin embargo, a finales de 2004, todo Aagan Iisou (Shuji Kondo, YASSHI, Sugawara, Toru Owashi & Shogo Takagi) fue despedido de Dragon Gate por razones desconocidas, si bien se aclaró oficialmente que uno o varios de sus miembros habían cometido un inespecífico acto de conducta poco profesional durante uno de los eventos.

### Dragondoor (2005-2006)
En abril de 2005, los miembros de Aagan Iisou se unieron a Noriaki Kawabata y a multitud de luchadores de Toryumon descontentos con Dragon Gate para crear la empresa Dragondoor. En ella, Aagan Iisou fue presentado como el grupo heel de la promoción, en oposición a la facción face de Taiji Ishimori; sin embargo, resultó que Kondo y su grupo recibían toda la acogida de los fanes, mientras que Ishimori no lograba conectar con ellos, así que el transcurso de Dragondoor fue más bien extraño. En su última función, Aagan Iisou fue derrotado por una reunión de Italian Connection (Milano Collection A.T., Berlinetta Boxer & Ibushino).

### Pro Wrestling El Dorado (2006-2007)
Tras el cierre de Dragondoor, gran parte del plantel formó parte de la nueva encarnación de la empresa, Pro Wrestling El Dorado. Allí, Aagan Iisou entró en un feudo con STONED (KAGETORA, Brahman Kei, Brahman Shu & Manjimaru) sobre la lealtad de Takuya, quien había formado parte de ambos grupos. Al final, Sugawara traicionó a sus antiguos aliados de Aagan Iisou y se unió a STONED, pero expulsando a KAGETORA de la facción y autoproclamándose líder, renombrando el grupo como Hell Demons.

### Pro Wrestling ZERO1 (2006-presente)
En junio de 2006, Sugawara apareció en Pro Wrestling ZERO1 como un representativo de Pro Wrestling El Dorado, haciendo equipo con Kagetora. A partir de entonces, Takuya comenzó a aparecer regularmente en la empresa.

### Retorno a Dragon Gate (2009-presente)
En 2009, Sugawara comenzaría a aparecer en Dragon Gate, siendo el único miembro de Aagan Iisou en volver a trabajar con la empresa.

## En lucha
- Movimientos finales
  - Shiisanpuuta[1][2] / Buckingham Drop[4] (Sitout over the shoulder belly to back piledriver)[n. 1]
  - Buckingham Backbreaker[5] (Running Argentine backbreaker drop)
  - T.C.O. - The Crime Operation[1][2] (Running Argentine drop)
  - Fireman's carry cutter[6] - 2002

- Movimientos de firma
  - Crossbone Hold[2] (Modified roll-up)
  - Implant[7] (Cradle Belly to back piledriver) - 2010; adoptado de Naoki Tanizaki
  - Arm wrench inside cradle pin[8]
  - Cross knee lock[8]
  - Enzuigiri[1]
  - Fallaway slam
  - Hurricanrana[8]
  - Low blow
  - Over the shoulder back to belly figure four leglock neck crank[8]
  - Running cutter
  - Running elbow smash[1][2]
  - Running lariat[9]
  - Second rope springboard moonsault,[10] a veces hacia fuera del ring[10]
  - Snap DDT[9]
  - Sitout powerbomb
  - Sole kick
  - Suicide dive
  - Tilt-a-whirl slam
  - Twisting brainbuster
  - Vertical suplex[9]

- Apodos
  - "'Ga-chan"[1]

## Campeonatos y logros
- Dragon Gate
  - Dragon Gate Open the Triangle Gate Championship (2 veces) - con Yasushi Kanda & Kzy (1) y Yasushi Kanda & Naoki Tanizaki (1)
  - Battle of Tokyo Tournament (2010)

- Pro Wrestling El Dorado
  - UWA World Trios Championship 2 veces) - con Brahman Shu & Brahman Kei (1) y Nobutaka Araya & Toru Owashi (1)

- Pro Wrestling ZERO1
  - ZERO1 International Junior Heavyweight Championship (2 veces)
  - ZERO1 World Junior Heavyweight Championship (1 vez)
  - NWA Intercontinental Tag Team Championship (1 vez) - Minoru Fujita
  - NWA International Lightweight Tag Team Championship (4 veces) - con Minoru Fujita (1), Kaijin Habu Otoko (1), Tsuyoshi Kikuchi (1) y Mineo Fujita (1)
  - Tenkaichi Jr. (2016)
  - Passion Cup Tag Tournament (2007) - con Minoru Fujita